# Яузский бульвар
Я́узский бульвар — бульвар в Таганском районе Центрального административного округа города Москвы, последнее (восточное) звено Бульварного кольца. Проходит от улицы Воронцово Поле и Подколокольного переулка на севере до площади Яузские ворота на юге. Нумерация домов ведётся от улицы Воронцово Поле. На бульвар также выходят: с внутренней стороны — Петропавловский переулок, с внешней — Малый Николоворобинский переулок.

## Происхождение названия
Название происходит от Яузских ворот Белого города.

## История
В XIV—XV веках через Яузские ворота проходила большая сухопутная дорога на Коломну и Рязань, севернее её располагались великокняжеские сады. Возле нынешнего бульвара в XVII веке существовала стрелецкая слобода полка Воробина (Николоворобинские переулки), а ниже, у Яузы — слобода серебряников (мастеров монетного двора, см. Серебряническая набережная). Архивы 1716 года зафиксировали в приходе Троицы в Серебряниках дворы купцов, офицеров, подьячих и церковного причта. По другую сторону крепостной стены, внутри Белого города, обосновалась знать — Юсуповы, Еропкины. Высшая знать — выдающийся русский государственный деятель Ф. А. Головин и другие — также селятся и к востоку от стены. К концу XVIII века здесь появляются дворы Г. А. Потёмкина-Таврического, княгини Щербатовой, вытесняя низшие сословия на окраину города. Крепостная стена была срыта в 1760, и вскоре к юго-западу от нынешнего бульвара, на Васильевском лугу, было развёрнуто строительство крупнейшего в тогдашней Москве здания — Воспитательного дома.
2 (14) сентября 1812 года Яузская дорога, по которой отступала русская армия, оказалась центром пожара 1812 года; за исключением Воспитательного дома, весь район бульвара выгорел дотла. В последующие 20 лет дворы погорельцев перешли в руки купечества, кроме большого треугольного участка на месте нынешнего дома 2/16 — усадьбы генерала Н. З. Хитрово. Именно ему Москва обязана возникновением Хитровской площади.
Как и Хитровская площадь, бульвар был устроен в 1824 году. Тогдашний зелёный бульвар доходил от Воронцова поля только до Петропавловского переулка. Несмотря на Высочайшие указы, последний участок бульваров от Петропавловского переулка до площади Яузские ворота оказался плотно застроен и не был расширен даже в советский период.

## Примечательные здания и сооружения
По нечётной стороне:

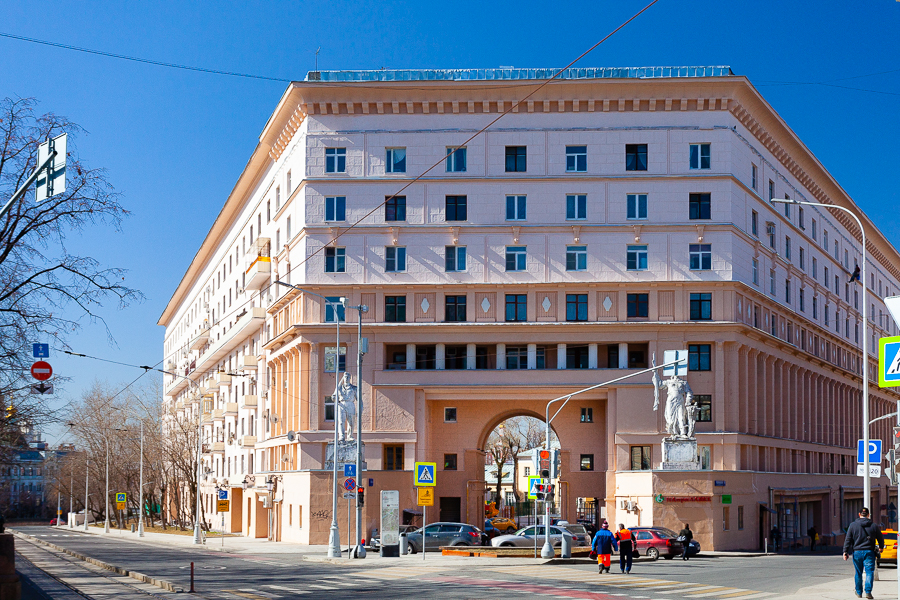
Голосовский дом, 2018

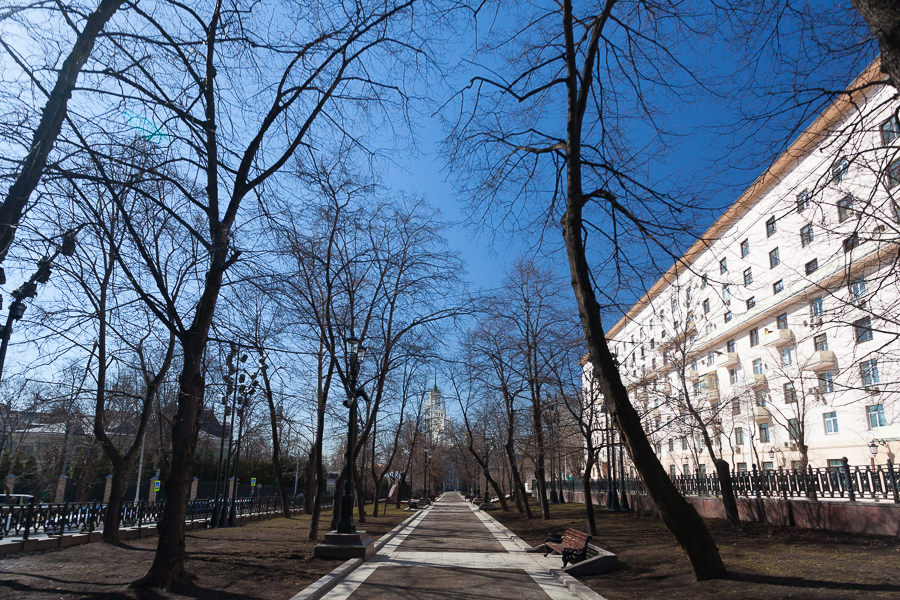
Вид на юго-запад в сторону набережных, 2018

- № 9/6 — Городская усадьба М. Г. Спиридова — Ф. К. Рюхардт — Лечебница О. Г. фон Шимана (начало XIX — начало XX вв., архитекторы С. Ф. Воскресенский, В. А. Коссов, Т. Я. Бардт), объект культурного наследия регионального значения:

* № 9/6, стр. 3 — Главный дом (1897—1898, архитектор С. Ф. Воскресенский);
* № 9/6, стр. 3 — Восточный жилой флигель со службами (1819 г.; 1876—1880-е гг.; 1895, архитектор В. А. Коссов);
* № 9/6, стр. 1 — Жилой дом (XIX в.);
* № 9/6, стр. 5 — Служебный корпус (конюшня, каретный сарай) (1898, архитектор С. Ф. Воскресенский);
* № 9/6, стр. 8 — Сторожка дворницкая (1898, архитектор С. Ф. Воскресенский);
- № 11 — двухэтажный дом XIX века
- № 13 (северная часть) — Доходный дом И. И. и Н. И. Болдыревых, памятник в стиле модерн, архитекторы Г. А. Гельрих и Н. П. Евланов[1][2]. Здание построено в 1908 году, но стилистически относится к раннему московскому модерну.
- № 13 (южная часть) — Доходный дом и особняк наследников И. Н. Филиппова (1902—1906, архитектор А. В. Красильников)
- № 15/1 — комплекс городской усадьбы Филипповых XVIII—XIX веков с постройками начала XX века, архитекторы В. И. Мясников, А. Е. Вебер, А. В. Красильников

По чётной стороне:
- № 2/16 — Жилой дом Военно-инженерной академии им. В. В. Куйбышева (1936—1941, архитектор И. А. Голосов)
- № 10 — двухэтажный дом XIX века
- № 12/7 — Доходный дом (в основе — жилой дом 1820-х годов; 1837; 1887, архитектор В. Ф. Баранов; 1983), позднее — административное здание[3].
- № 14/8 — Жилой дом кооператива «Квартирохозяин», 1919—1930, архитектор В. Волокишин[4] (по другим данным, 1929—1930, архитектор В. Н. Волокитин[3]). Дом спроектирован с учётом рельефа — перепад уровня земли здесь почти в целый этаж. С верхней точки обзора здание воспринимается в более эффектном ракурсе, именно с этой стороны находятся эффектные закруглённые балконы. Со стороны бульвара устроены круглые козырьки над дверьми, расположенными в скруглённых нишах. Стены дома выглядят внешне необычно — они из силикатного кирпича[5].
- № 18/15 — городская усадьба XVIII века

## Транспорт
- По бульвару проложена трамвайная линия, используемая маршрутами А, 3, 39. Доехать можно от станций метро Новокузнецкая или Чистые пруды.

## Бульвар в искусстве

### В музыке и поэзии
А когда отступит страх, на секунду, в миг короткий, Я как взмою на крылах над бульваром и высоткой.
И, над Яузой летя, звонко свистнув что есть мочи, Пронесусь дугой, шутя — в чёрной ночи, между прочим…
Гарик Сукачёв. «Ночной полёт».